# 双安定性

双安定な系のポテンシャルエネルギーグラフ。極小値は と の二つある。このように二つの「谷」を持つ曲面は双安定系になりうるもので、ボールは谷の位置でのみ安定に静止できる（図の①、②）。間にある極大値 の位置に置かれたボール③は平衡状態にあるが不安定で、わずかにでも擾乱を受けると安定点のどちらかに移ってしまう。

力学系における双安定性（そうあんていせい、英: bistability）とはその系が二つの安定平衡状態を持つことを言う。双安定（そうあんてい）な系は二つの状態のいずれかを取り続けることができる。双安定的なふるまいは機械的なリンク機構、電子回路、非線形光学系、化学反応、生理学的ないし生物学的システムなどで見られる。双安定な機械装置の例には照明スイッチがある。スイッチのレバーは「オン」位置か「オフ」位置のどちらかで静止するよう設計されており、中間では止まらない。

## 概要
保存力場における双安定性は、安定平衡点であるポテンシャルエネルギー極小点が二つあることに由来する。二つの極小値は異なっていても構わない。粒子が静止し続けられるのはエネルギーの局所最低である極小位置のいずれかのみである。数学的な議論によると、二つの極小点の間には必ず不安定平衡点である極大点が存在する。極大は二つの平衡位置を隔てる障壁と見られる。障壁を乗り越えるのに十分な励起エネルギーを与えられると、系は一方のエネルギー極小状態からもう一方に遷移することができる（化学系については活性化エネルギーとアレニウスの式を参照せよ）。障壁位置に達した系は緩和時間と呼ばれる時間を経てもう一方の極小状態へ緩和していく。
双安定系は本質的にヒステリシスを伴う。すなわち、系の出力はその時点での入力の強さだけでなく、過去の履歴によって系がどちらの状態を取っているかに依存する。
双安定性はバイナリデータを記憶するデジタル回路素子で広く利用されており、コンピュータやある種の半導体メモリの基本構成要素であるフリップフロップ回路の本質的な特性でもある。双安定デバイスの一つの状態に「0」、もう一つの状態に「1」を割り当てることで1ビットのバイナリデータを格納できる。弛張発振器やマルチバイブレーター、シュミットトリガにも双安定性が利用されている。光双安定性はある種の光デバイスが持つ特性で、入力に応じて2つの共振伝送状態が安定になるというものである。生化学システムでも双安定性が発現することがあり、構成化学物質の濃度と活量によって0か1かのスイッチ的な出力が得られる。

## 数理モデル化
以下は力学系理論で扱われるもっとも単純な双安定系の一つを数学的に表現したものである。
{\displaystyle {\frac {dy}{dt}}=y(1-y^{2})}
この系は {\displaystyle {\frac {y^{4}}{4}}-{\frac {y^{2}}{2}}} の形を持つ曲線上を転がり落ちるボールを表しており、3つの平衡点 {\displaystyle y=1}、{\displaystyle y=0}、{\displaystyle y=-1} を持つ。真ん中の平衡点 {\displaystyle y=0} は不安定、ほかの二点は安定である。時間とともに {\displaystyle y(t)} がどのように増減するかは初期条件 {\displaystyle y(0)} に依存する。初期条件が正の場合（ {\displaystyle y(0)>0} ）解 {\displaystyle y(t)} は時間とともに1に近づくが、初期条件が負の場合（ {\displaystyle y(0)<0} ）は−1に近づく。この意味で系のダイナミクスは双安定である。終状態は初期条件によって {\displaystyle y=1} か {\displaystyle y=-1} のどちらかになる。この双安定領域の出現については、分岐パラメータ {\displaystyle r} の値によって超臨界ピッチフォーク分岐が起きるモデル系
{\displaystyle {\frac {dy}{dt}}=y(r-y^{2})}
を通して理解できる。
パラメータの特定範囲でのみ双安定性が発現する生化学システムも存在し、そのパラメータはフィードバックの強さと解釈されることが多い。典型的ないくつかの例では、パラメータの値が小さいときには一つの安定不動点しか存在しない。パラメータが臨界値を超えるとサドルノード分岐が起きて新たな不動点の対（一つは安定、もう一つは不安定）が生まれる。さらに増加すると別のサドルノード分岐により不安定解が最初の安定解と結合して消滅し、後で生まれた安定解のみが残ることがある。パラメータがそれらの臨界値の間にあるなら系は2つの安定解を持つことになる。そのような性質を持つ力学系の例には
{\displaystyle {\frac {\mathrm {d} x}{\mathrm {d} t}}=r+{\frac {x^{5}}{1+x^{5}}}-x}
がある。ここでは {\displaystyle x} が出力であり、パラメータの {\displaystyle r} が入力としてはたらく。
非線形な結合振動子にノイズを加えた系では、二つの安定なリミットサイクルの間を前後に飛び移る「モードホッピング」と呼ばれる不安定性が現れることがあり、そのポアンカレ断面上では通常の双安定性と同様のふるまいが見られる。

## 生物学的・化学的システム
双安定な化学系は緩和速度論や非平衡熱力学、確率共鳴、気候変動の分野とのかかわりで広く研究対象とされてきた。細胞周期進行・細胞分化・アポトーシスにおける意思決定プロセスという細胞機能の基本現象を理解する上でも双安定性は重要である。癌発生やプリオン病の初期段階にともなう細胞恒常性の喪失や、新しい種の発生（種分化）ともかかわりがある。キイロショウジョウバエの胚発生を例に取ると、前後軸や背腹軸の形成、ならびに眼の発生に双安定性が関与していることが報告されている。
生物学的・化学的なシステムが双安定性を持つには三つの必要条件を満たさなければならない。正フィードバックの存在、弱い刺激をフィルターするメカニズム、無限の出力増加を防ぐメカニズムである。空間的な広がりを持つ双安定なシステムでは局所相関の発生や進行波の出現が研究されている。
「XがYを活性化させ、YがXを活性化させる」という単純な正フィードバックモチーフでも双安定性を作り出せるが、実際の細胞シグナル伝達では複数のフィードバックループが組み合わされてスイッチを構成し、重要な調節ステップの役割を担っている。これまでの研究により、Xenopus（ツメガエル属）の卵母細胞の成熟、哺乳類のカルシウムシグナル伝達、出芽酵母の極性形成など多くの生物学的システムに、正のテンポラル・フィードバック（速いループと遅いループの組み合わせ）、もしくは別タイミングで発動する複数のフィードバックループが組み込まれていることが分かっている。速さの異なるフィードバックの組み合わせには活性化時間と不活性化時間を別々に調節したりノイズへの過敏な反応を抑えたりといった利点がある。
反応系が反応活性因子と阻害因子の両者にフィードバックを行うと、反応物濃度の大きな変化に耐えるロバストな双安定スイッチを実現できる。細胞生物学においては、細胞周期を有糸分裂の段階に進ませる役割を持つサイクリン依存性キナーゼ1 (CDK1) が活性化されると自身の活性因子 Cdc25を活性化し、同時に不活性因子 Wee1 を不活性化する例がある。この二重フィードバックがなくても系は双安定だが、それほど広い範囲の濃度には耐えられないと考えられている。
分泌シグナル伝達分子の一つソニック・ヘッジホッグ (Shh) のシグナル伝達ネットワークは鋭敏な感受性を持つ正負のフィードバックループの組が双安定性を生み出している好例である。Shhシグナル伝達ネットワークは肢芽組織の分化のパターニングなど多くの発生プロセスで双安定スイッチとしてはたらいており、細胞は決められたShh濃度で敏速に状態を切り替える。このシグナルによって転写が活性化された gli1 および gli2 の遺伝子産物は、gli1, gli2 自身の発現をいっそう活発にするとともに、Shhシグナル伝達経路の下流にある標的遺伝子の転写活性化因子としてもはたらく。この正フィードバックと並行して、Gli 転写因子が転写抑制因子の一つ (Ptc) の転写を促進するという負のフィードバックループがShhシグナル伝達ネットワークを調節している。

## 機械的システム

ラチェットの動作。歯車のそれぞれの歯と溝が一つの安定状態に当たる。

機械的システムの設計に組み込まれた双安定性は一般に「オーバーセンター (英: over-center)」と呼ばれることがある。機構を動かして部品がピーク位置を越えると（オーバーセンターすると）次の安定位置に移行し、変位が足りなければ最初の安定位置に戻る。このような機構はトグルスイッチとして機能する。身近な例として、壁に取り付ける一般的な電気スイッチがある。スイッチレバーは「オン」か「オフ」の位置にのみ静止するよう設計されており、その中間を越えて動かすと切り替わる。
ばねは双安定機構を実現する手段として一般的である。二つの安定位置を持つラチェット構造にばねを組み込んだボタン機構はノック式ボールペンの多くに採用されている。回転ラチェット（歯車と歯止め）は精巧な多安定機構であり、不可逆運動を作るために使われる。歯車を順方向に回していくにつれて歯止めは一つの歯を乗り越えて次の安定状態に移る。
柔軟な梁が複数の安定な座屈状態を持つことを利用した双安定コンプライアント機構は、がたつきや摩擦がなく、部品構成が単純で小型化に向いていることからマイクロサイズの機構設計で広く用いられている。